# Okimono

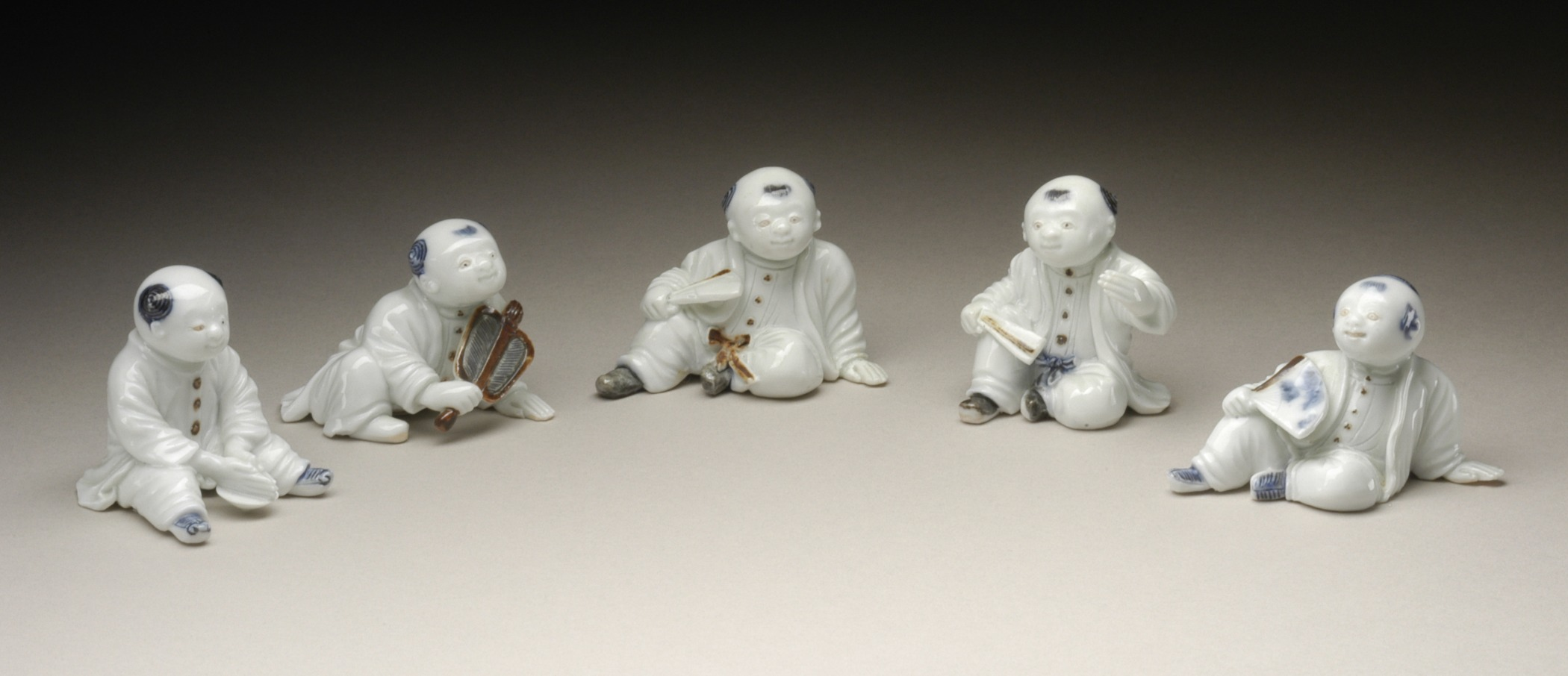
19e-eeuwse set okimono's uit Hirado, geglazuurd porselein

Een okimono (Japans: 置物) is een Japans ornament. De term is samengesteld uit de woorden oku (置) en mono (物), wat respectievelijk 'plaatsen' en 'ding' betekent. Een okimono heeft een louter esthetische functie. Traditioneel wordt een okimono geplaatst in een tokonoma (alkoof) of in een butsudan (familie-altaar). Tijdens de Meijiperiode (1868–1912) werd een groot aantal okimono's naar het Westen geëxporteerd.

## Beschrijving

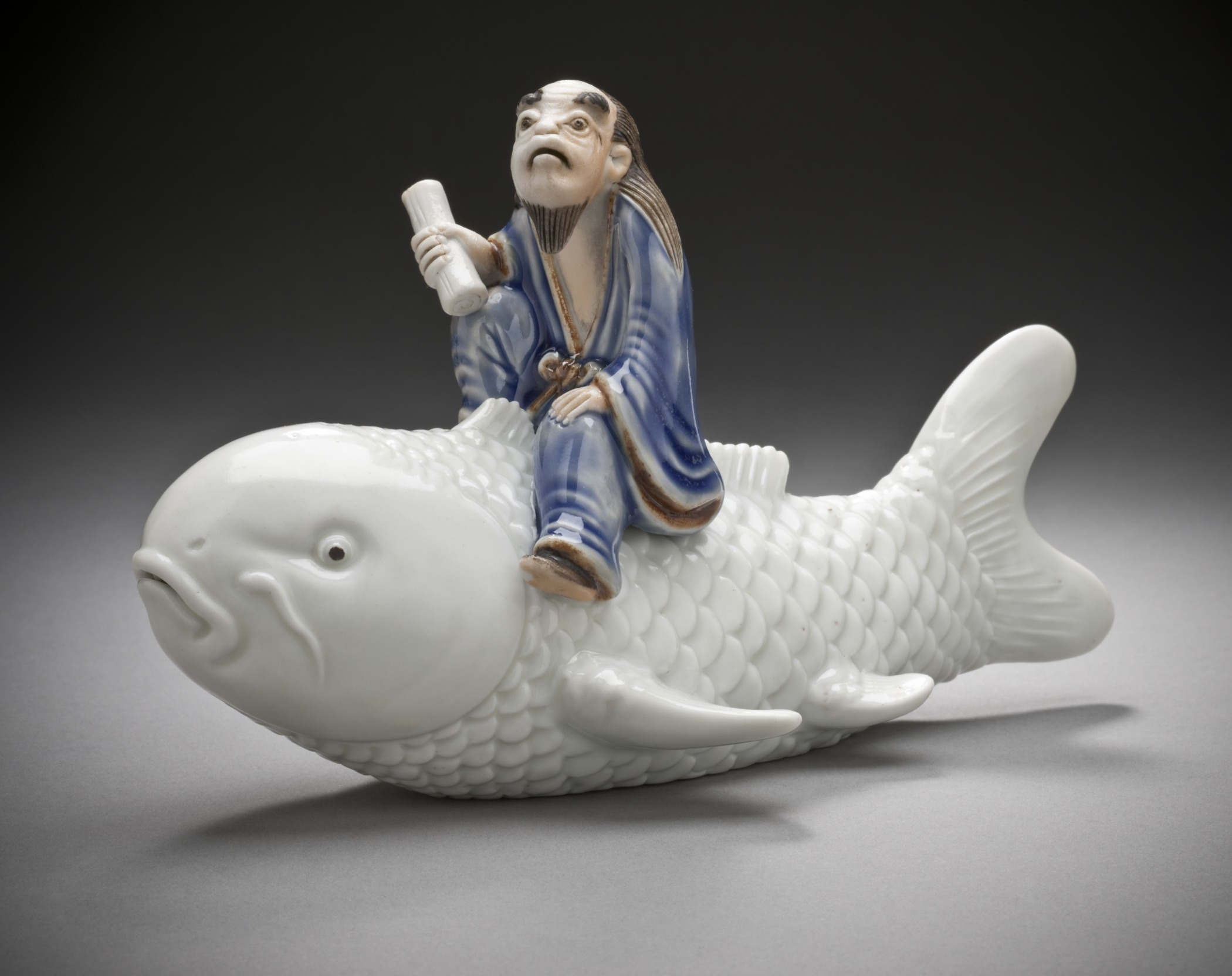
19e-eeuwse okimono met Kinko op de rug van de karper

Een okimono kan van aardewerk, metaal of gesneden hout of ivoor zijn. Het heeft doorgaans een formaat van twintig tot dertig centimeter, maar is altijd groter dan een netsuke; een gesneden gordelknoop.
Een okimono kan allerlei onderwerpen afbeelden, zoals dieren, mythologische wezens, mensen, goden, fruit of groente. Bij sommige okimono's zijn meerdere onderwerpen gecombineerd. De okimono kan daarbij een dagelijks tafereel of een legende uitbeelden.